# Paul van Cuyck
Paul Léon Horace van Cuyck (* 21. August 1903 in Antwerpen; † 1985) war ein belgischer Unternehmer und Automobilrennfahrer.

## Karriere als Rennfahrer
Paul van Cuyck war in den 1920er-Jahren Generalimporteur des französischen Automobilherstellers Ravel in Belgien. Um die Bekanntheit des Unternehmens in seinem Heimatland zu erhöhen, startete Cuyck 1926 beim 24-Stunden-Rennen von Le Mans. Sein Partner war der Franzose Roger Camuzet. Das Duo konnte das Rennen beenden, legte dabei aber nur 102 Runden zurück; zu wenig, um in die Wertung des Schlussklassements zu kommen.

## Statistik

### Le-Mans-Ergebnisse
| Jahr | Team                       | Fahrzeug  | Teamkollege   | Platzierung     | Ausfallgrund |
| ---- | -------------------------- | --------- | ------------- | --------------- | ------------ |
| 1926 | Automobiles Louis Ravel SA | Ravel 9CV | Roger Camuzet | nicht klassiert |              |